# Solothurnská literární cena
Solothurnská literární cena (německy Solothurner Literaturpreis) je každoroční švýcarské literární ocenění německy mluvících autorů. Je dotováno částkou 20 000 švýcarských franků ze soukromých zdrojů. Pojmenována je podle místa spolku, který cenu udílí, švýcarském městě Solothurn.

## Laureáti ceny

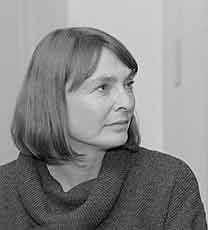
Monika Maron (1992)

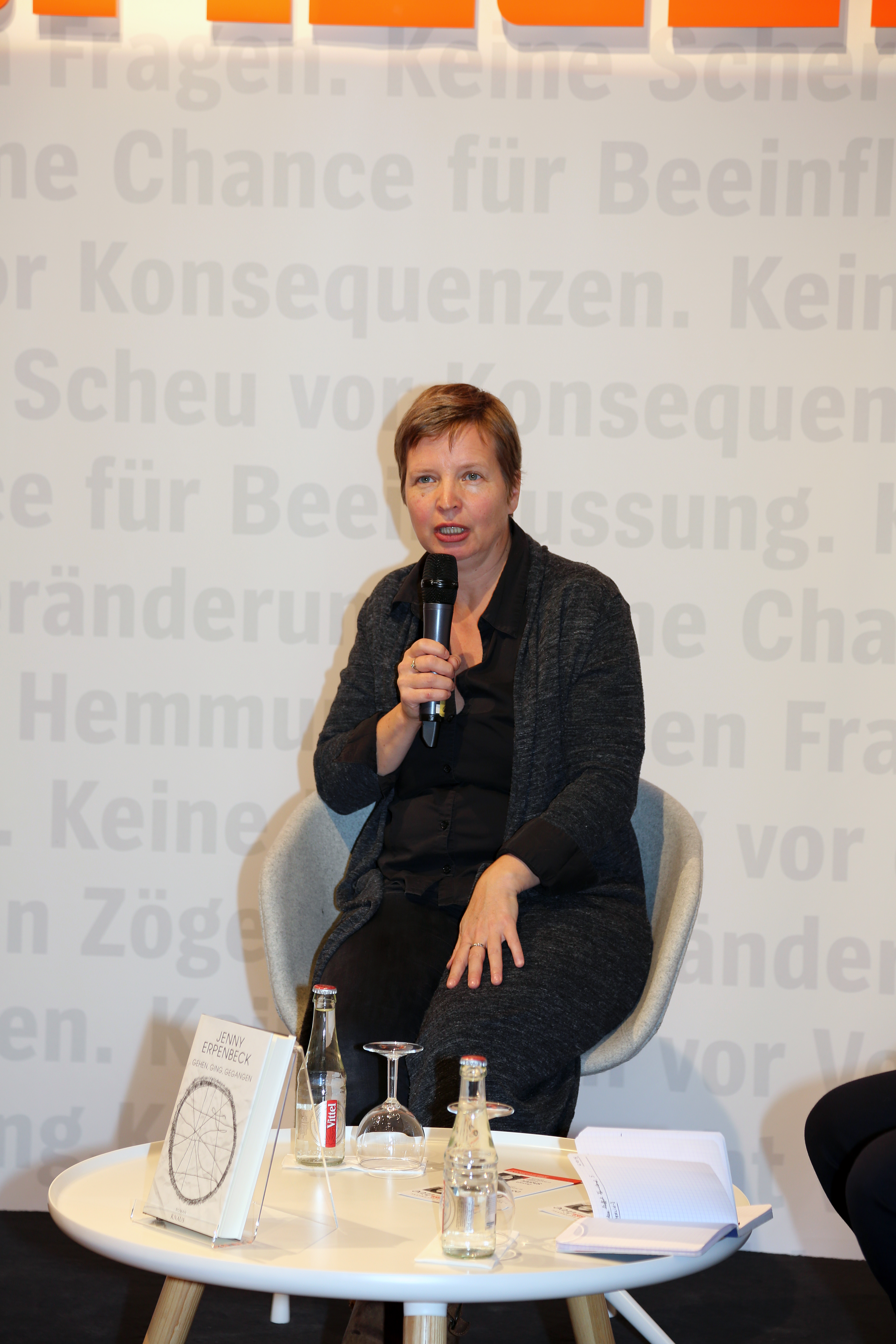
Jenny Erpenbeck (2015)

- 2024 Anne Weber
- 2023 Gertrud Leutenegger
- 2022 neudělena
- 2021 Iris Wolff
- 2020: Monika Helfer
- 2019: Karen Duve
- 2018: Peter Stamm

- 2017: Terézia Mora[1]
- 2016: Ruth Schweikert
- 2015: Thomas Hettche
- 2014: Lukas Bärfuss
- 2013: Franz Hohler
- 2012: Annette Pehnt
- 2011: Peter Bichsel
- 2010: Ulrike Draesner
- 2009: Juli Zeh
- Jenny Erpenbeck (2015)2008: Jenny Erpenbeck
- 2007: Peter Weber
- 2006: Matthias Zschokke
- 2005: Kathrin Röggla
- 2004: Barbara Honigmann
- 2003: Hanna Johansen
- 2002: Erich Hackl
- 2001: Anna Mitgutsch
- 2000: Christoph Hein
- 1999: Birgit Vanderbeke
- 1998: Thomas Hürlimann
- 1997: Christoph Ransmayr
- 1996: Klaus Merz
- 1995: Wilhelm Genazino
- 1994: Monika Maron